# Kenneth III.

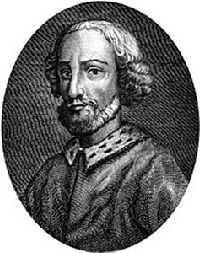
König Kenneth III. (Es gibt jedoch keinerlei Beweise für die Echtheit der Darstellung)

Kenneth III. (Cináed mac Duib; † 1005) war schottischer König von 997 bis 1005. Er war der Sohn von König Dubh, Enkel von Malcolm I., Cousin 4. Grades seines Vorgängers Konstantin III. und ein Cousin 1. Grades seines Nachfolgers Malcolm II.
Kenneth war der letzte schottische König, der nach dem traditionellen Tanistry-System gewählt wurde. Um sicherzugehen, dass der Herrschaftsanspruch über Schottland auch nach seinem Tode der eigenen Linie der Alpin-Dynastie zustünde, ernannte Kenneth seinen Sohn Giric zum schottischen Thronfolger.
Im März 1005 wurden Kenneth und Giric in der Schlacht bei Monzievaird (Tayside) von Malcolm II. getötet, der nach dem Thron griff. Danach ordnete Malcolm die Ermordung der übrigen Söhne Kenneths an, um Konkurrenten aus dessen Linie aus dem Weg zu schaffen und die Thronfolge seines Enkels Duncan I. zu sichern.
Kenneths Sohn Bodhe hatte jedoch eine Tochter namens Gruoch (1007–1060). Sie war in erster Ehe mit Gillacomgain, dem Mormaer von Moray verheiratet. Aus dieser Verbindung stammte ein Sohn, Lulach. Nach Gillacomgains Tod ging Gruoch eine Ehe mit dem späteren König Macbeth ein. Als Macbeth starb, gelangte also wieder ein Spross aus der Linie von Kenneth III., Macbeths Stiefsohn Lulach, auf den schottischen Königsthron.